# Antonio Escobar Núñez
Antonio Escobar Núñez (Pamplona, 1976) és un artista musical espanyol que ha guanyat nombrosos premis durant la seva carrera com a productor musical, enginyer de mescla, dissenyador de so i compositor per a publicitat, cinema, TV i artista d'enregistraments. La música d'Escobar compta amb influències rock, electrònica, pop, ball, Llatí i orquestral.

## Biografia
Antonio Escobar va néixer a Pamplona d'ascendència andalusa, i es va criar a Màlaga. Va començar a finals dels anys 90 com a productor discogràfic per al cantant Manzanita i el 1998, va formar la banda de música indie Maydrïm. Va produir grups com John Legend A Place Called World, Zara Larsson Invisible, Dan Croll, Manzanita, Vanesa Martín, Carlos Baute, OBK, Anni B Seet, Carles Benavent, Carlos Tarque (M-Clan), Dani Reus & The Gospel Factory, De Pedro, Dr Kucho!, Garrett Wall, José Ortega, La Mari (Chambao), Salvador Beltrán, Lolita Flores, Lonely Joe (as "Alan May"), Lucas, Luis Ramiro, Marwan, Vanexxa i Zahara. També ha produït a la cantant sueca Carita Boronska i el guitarrista brasiler Gladston Galliza. Ha treballat amb nombroses discogràfiques com Columbia, EMI, Sony Music, Warner Music, Vale Music, Subterfuge, El Diablo, Lunar i Weekend.
El 2000, Escobar va ser enginyer i tècnic de barreja de programes en directe a Localia Málaga, un antic canal de televisió del grup Prisa Media. El 2002 es va traslladar a Madrid per convertir-se en productor principal, compositor i mesclador per a la divisió de publicitat d'ASK, una companyia de producció musical propietat del productor argentí Alejandro Stivel i un dels 5 millors estudis de música d'Espanya, triplicant la seva producció. en només 3 anys. El 2004 Escobar va establir la companyia de producció i segell discogràfic Antipop, per maximitzar la seva productivitat musical en el sector de la publicitat, generar bandes sonores per a pel·lícules i televisió, i produir música per a més artistes de gravació.
Escobar ha compost i produït música per a televisió, cinema i anuncis publicitaris, inclosos idents, i ha treballat en més de 200 campanyes publicitàries en nom d'agències de publicitat i canals de mitjans per a Europa i EUA. Ha creat música per a la promoció de marques espanyoles, com Adif, Aena, Sammontana i Caja Madrid, i ha gravat amb l'Orquestra Simfònica de Bratislava i l'Orquestra de Cambra Andrés Segovia.
Escobar també ha creat temes publicitaris per a marques internacionals, com ara Audi, B.M.W., Carlsberg, Carrefour, Coca-Cola, Ford, Nestlé, Orange, Pepsi, Peugeot, Procter & Gamble, Renault, Santander, Sony PlayStation, Telefónica, Turismo España i Visa (worldwide campaign).. Els anuncis s'han emès a Espanya, Europa, Àsia i Amèrica del Sud.
En reconeixement del seu talent per a la seva música, Escobar ha guanyat diversos premis de la indústria per les seves contribucions a les arts sonores i visuals. Aquests inclouen un premi d'or a la millor música al Festival de Cinema de Nova York el 2003 i l'A.P.P.E. (Associació de Productors Publicitaris Espanyoes) Premi al millor so del 2004 (ambdós premis van ser per a la comercial de Coca-Cola, "Musical").
Escobar també ha estat convidat a impartir conferències a la Universitat de Sevilla i a esdeveniments de la indústria, com ara Tenerife Lan Party, sobre publicitat, barreja, identitat sonora i imatge d'àudio.
El 2003, Escobar es va unir amb la cantant Noemí Carrión per formar el grup de pop-rock Nómadas i el 2004, Nieva' amb un so que fusiona les guitarres elèctriques amb l'electrònica. El 2007, després de tres anys de desenvolupament, el duet va fer concerts a ciutats espanyoles amb una banda completa amb el seu àlbum de debut El 2011 van registrar Sed De Mar i va programar Hacia Lo Salvaje, el sisè àlbum del grup Amaral. També ha compost bandes sonores de pel·lícules.

## Filmografia
Llargmetratges
- 2018 "Serás hombre", Director: Isabel de Ocampo
- 2017 "Toc Toc", Director: Vicente Villanueva, Lazona
- 2011 "Evelyn", Director: Isabel de Ocampo, La Voz Que Yo Amo.
- 2011 “Buscando a Eimish, Director: Ana Rodriguez, Jana Films.
- 2011 “Impávido”, Director: Carlos Therón, Enigma Films.
- 2010 “The Vampire In The Hole”, Director: Sonia Escolano & Sadrac González, LaSoga/Lukantum.
- 2006 “La màquina de ballar”, Director: Óscar Aibar, Amiguetes Entertainment/Ensueño Films/Chapuzas Audiovisuales.

Curtmetratges
- 2010 "The Recipient", Director: Javier Bermúdez, Fanatico Films.
- 2009 “Terapia”, Director: Nuria Verde (Premios Goya Award Nominee for Best Fictional Short Film 2010).
- 2009 "Sea Bed", Director: Laura M. Campos, Antipop Films.
- 2008 “Madrid 2016”, Comunidad de Madrid.
- 2008 “¡Al Cielo Con Ella!”, Director: Nicolás Pacheco, La Tapia Producciones/Secuencia Imagen y Comunicación.
- 2008 “Estrella”, Director: Belén Herrera de la Osa.
- 2008 “Miente”, Produccíones Líquídas, Director: Isabel de Ocampo, Mandil.
- 2007 “Impávido”, Mandríl, Starring Marta Torné, Director: Carlos Therón, Producciones Líquidas.
- 2007 "Never Ending", Director: Laura M. Campos, Antipop Films.
- 2005 "Good Partners" (Buenos compañeros), Director: Miguel de Priego.
- 2005 “Mrs Eriksson In Spain" (La señora Eriksson en España) (Audio Mixing), Director: Carita Boronska, Tonetailor Productions.